# Limang
Limang is een bestuurslaag in het regentschap Karo van de provincie Noord-Sumatra, Indonesië. Limang telt 1156 inwoners (volkstelling 2010).